# 2018年冬季奧林匹克運動會盧森堡代表團
盧森堡派出1名運動員參加於2018年2月9日至2月25日在南韓平昌舉行的2018年冬季奥林匹克运动会。這是盧森堡第九次參加冬季奧運會。

## 高山滑雪
盧森堡高山滑雪運動員Matthieu Osch既達到了國際滑雪聯合會定下的奧運參賽資格標準成績，同時也達到了盧森堡奧林匹克及體育協會所定下的在至少兩場比賽上獲得45分以下的分數的要求，成功獲得該屆冬奧參賽資格。
| 运动员        | 项目       | 第一次  | 第一次 | 第二次  | 第二次 | 总计    | 总计 |
| 运动员        | 项目       | 时间    | 排名   | 时间    | 排名   | 时间    | 排名 |
| ------------- | ---------- | ------- | ------ | ------- | ------ | ------- | ---- |
| Matthieu Osch | 男子大曲道 | 1:21.45 | 74     | 1:18.94 | 60     | 2:40.39 | 62   |
| Matthieu Osch | 男子曲道   | DNF     | DNF    | DNF     | DNF    | DNF     | DNF  |